# Conus advertex
Espèce
Conus advertex est une espèce de mollusques gastéropodes marins de la famille des Conidae.
Comme toutes les espèces du genre Conus, ces escargots sont prédateurs et venimeux. Ils sont capables de « piquer » les humains et doivent donc être manipulés avec précaution, voire pas du tout.

## Description
La taille de la coquille varie entre 27 et 46 mm.

## Distribution
Cette espèce marine d'escargot conique est endémique d'Australie (Nouvelle-Galles du Sud, Queensland). 

## Taxonomie

### Publication originale
L'espèce Conus advertex a été décrite pour la première fois en 1961 par le malacologiste australien Thomas (Tom) A. Garrard dans la publication intitulée « Journal of the Malacological Society of Australia »,.

### Synonymes
- Conus (Plicaustraconus) advertex (Garrard, 1961) · appellation alternative
- Plicaustraconus advertex (Garrard, 1961) · non accepté
- Rhizoconus advertex Garrard, 1961 · non accepté

## Identifiants taxonomiques
Chaque taxon catalogué par les bases de données biologiques et taxonomiques possède un identifiant qui permet d'établir un point de référence. Les identifiants de Conus advertex dans les principales bases sont les suivants :
AFD : Conus_(Plicaustraconus)_advertex - CoL : 5ZXMN - GBIF : 5795655 - iNaturalist : 925403 - IRMNG : 11127636